# Bóbrinets
Bóbrinets (en ucraniano: Бо́бринець, en ruso: Бо́бринец, en yidis: בוברניץ‎) es una ciudad ucraniana ubicada en el raión de Kropyvnytsky dentro del óblast de Kirovogrado.

## Historia
En sus comienzos perteneció a la Gobernación de Jersón durante el Imperio Ruso. A principios del siglo XX, la población judía de la localidad era de 3.500 habitantes. Durante la guerra civil rusa (1918-1920), 160 judíos fueron asesinados durante los pogromos. Muchos abandonaron la ciudad antes de que los alemanes ocuparan la zona. En 1941, los judíos fueron mantenidos prisioneros en un gueto. A principios de 1942, 358 judíos fueron asesinados en ejecuciones masivas perpetradas en un bosque cercano.
Hasta el 18 de julio de 2020, Bóbrinets fue el centro administrativo del raión de Bóbrinets. El raión se abolió en julio de 2020 como parte de la reforma administrativa de Ucrania, que redujo el número de raiones del óblast de Kirovogrado a cuatro. El área del raión de Bóbrinets se fusionó con el raión de Kropyvnytsky.

## Clima
| Parámetros climáticos promedio de Bóbrinets (1981–2010) | Parámetros climáticos promedio de Bóbrinets (1981–2010) | Parámetros climáticos promedio de Bóbrinets (1981–2010) | Parámetros climáticos promedio de Bóbrinets (1981–2010) | Parámetros climáticos promedio de Bóbrinets (1981–2010) | Parámetros climáticos promedio de Bóbrinets (1981–2010) | Parámetros climáticos promedio de Bóbrinets (1981–2010) | Parámetros climáticos promedio de Bóbrinets (1981–2010) | Parámetros climáticos promedio de Bóbrinets (1981–2010) | Parámetros climáticos promedio de Bóbrinets (1981–2010) | Parámetros climáticos promedio de Bóbrinets (1981–2010) | Parámetros climáticos promedio de Bóbrinets (1981–2010) | Parámetros climáticos promedio de Bóbrinets (1981–2010) | Parámetros climáticos promedio de Bóbrinets (1981–2010) |
| Mes                                                     | Ene.                                                    | Feb.                                                    | Mar.                                                    | Abr.                                                    | May.                                                    | Jun.                                                    | Jul.                                                    | Ago.                                                    | Sep.                                                    | Oct.                                                    | Nov.                                                    | Dic.                                                    | Anual                                                   |
| ------------------------------------------------------- | ------------------------------------------------------- | ------------------------------------------------------- | ------------------------------------------------------- | ------------------------------------------------------- | ------------------------------------------------------- | ------------------------------------------------------- | ------------------------------------------------------- | ------------------------------------------------------- | ------------------------------------------------------- | ------------------------------------------------------- | ------------------------------------------------------- | ------------------------------------------------------- | ------------------------------------------------------- |
| Temp. máx. media (°C)                                   | -0.7                                                    | 0.2                                                     | 6.1                                                     | 15.2                                                    | 22.0                                                    | 25.2                                                    | 27.7                                                    | 27.4                                                    | 21.2                                                    | 14.0                                                    | 5.6                                                     | 0.6                                                     | 13.7                                                    |
| Temp. media (°C)                                        | -3.4                                                    | -2.9                                                    | 1.9                                                     | 9.4                                                     | 15.8                                                    | 19.4                                                    | 21.6                                                    | 21.0                                                    | 15.3                                                    | 9.0                                                     | 2.4                                                     | -2.0                                                    | 9.0                                                     |
| Temp. mín. media (°C)                                   | -6.1                                                    | -5.9                                                    | -1.8                                                    | 4.2                                                     | 9.7                                                     | 13.8                                                    | 15.6                                                    | 14.7                                                    | 9.9                                                     | 4.7                                                     | -0.5                                                    | -4.5                                                    | 4.5                                                     |
| Precipitación total (mm)                                | 32.0                                                    | 32.9                                                    | 29.9                                                    | 33.0                                                    | 48.3                                                    | 75.5                                                    | 54.9                                                    | 44.3                                                    | 53.5                                                    | 38.0                                                    | 37.7                                                    | 35.9                                                    | 515.9                                                   |
| Días de precipitaciones (≥ 1.0 mm)                      | 6.9                                                     | 6.4                                                     | 6.6                                                     | 5.9                                                     | 7.1                                                     | 8.7                                                     | 6.7                                                     | 5.3                                                     | 5.6                                                     | 4.6                                                     | 6.0                                                     | 6.7                                                     | 76.5                                                    |
| Humedad relativa (%)                                    | 84.6                                                    | 82.5                                                    | 77.2                                                    | 65.9                                                    | 61.4                                                    | 65.9                                                    | 63.5                                                    | 61.4                                                    | 68.2                                                    | 76.2                                                    | 85.1                                                    | 86.2                                                    | 73.2                                                    |
| Fuente: World Meteorological Organization               |                                                         |                                                         |                                                         |                                                         |                                                         |                                                         |                                                         |                                                         |                                                         |                                                         |                                                         |                                                         |                                                         |

## Galería

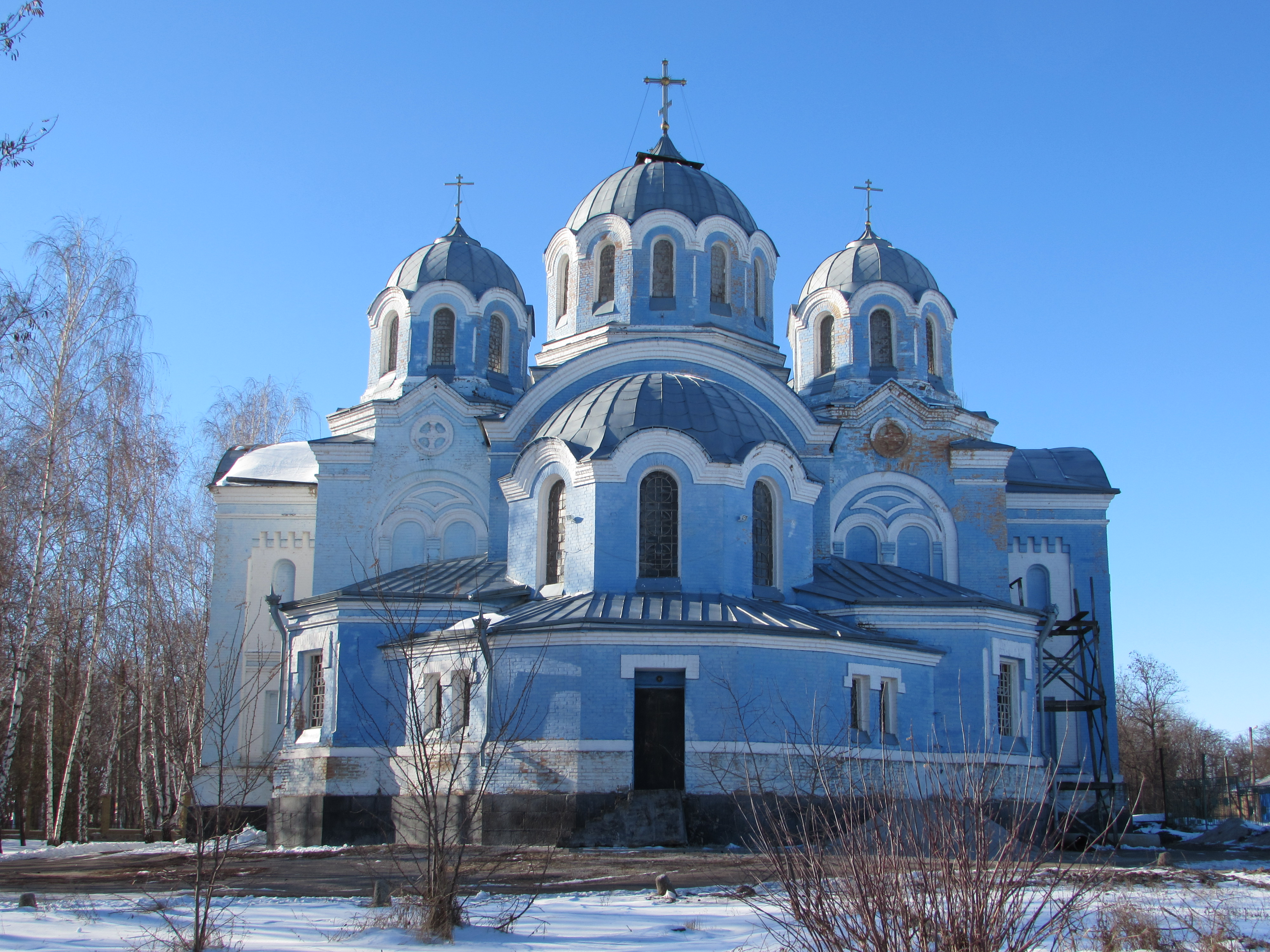
Iglesia de la Ascensión
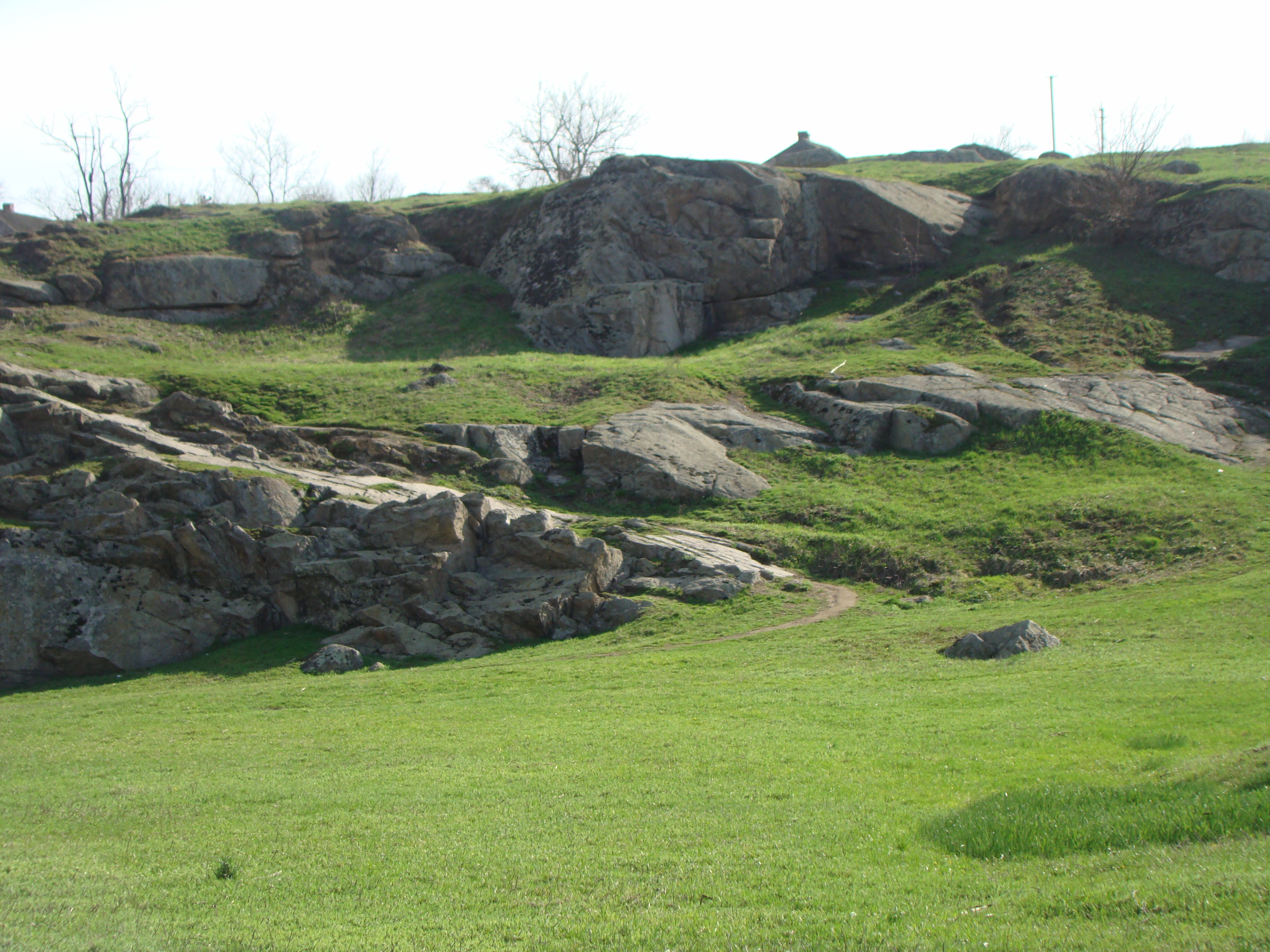
Parque natural de Bóbrinets
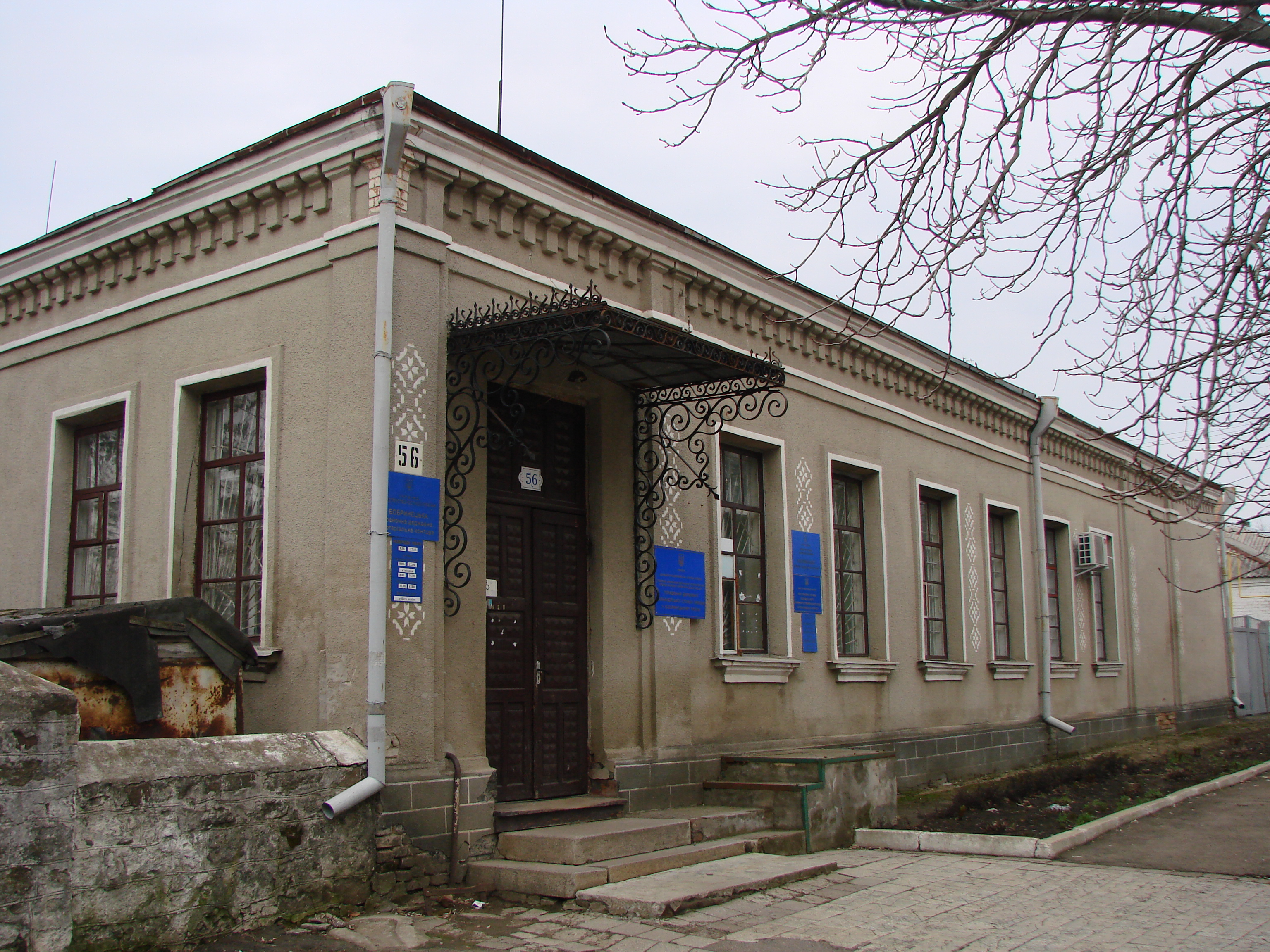
Edificio Administrativo
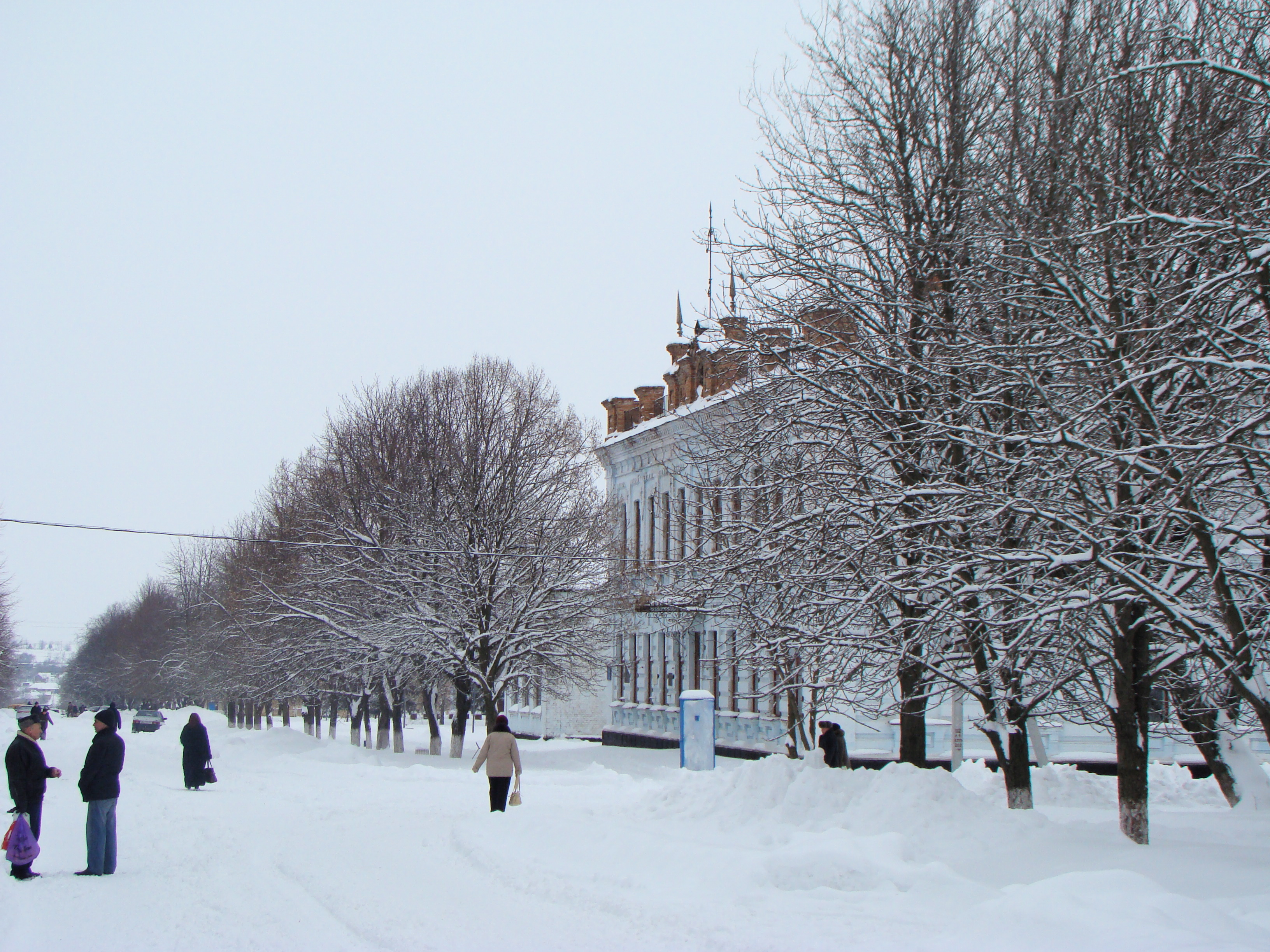
Bóbrinets en invierno
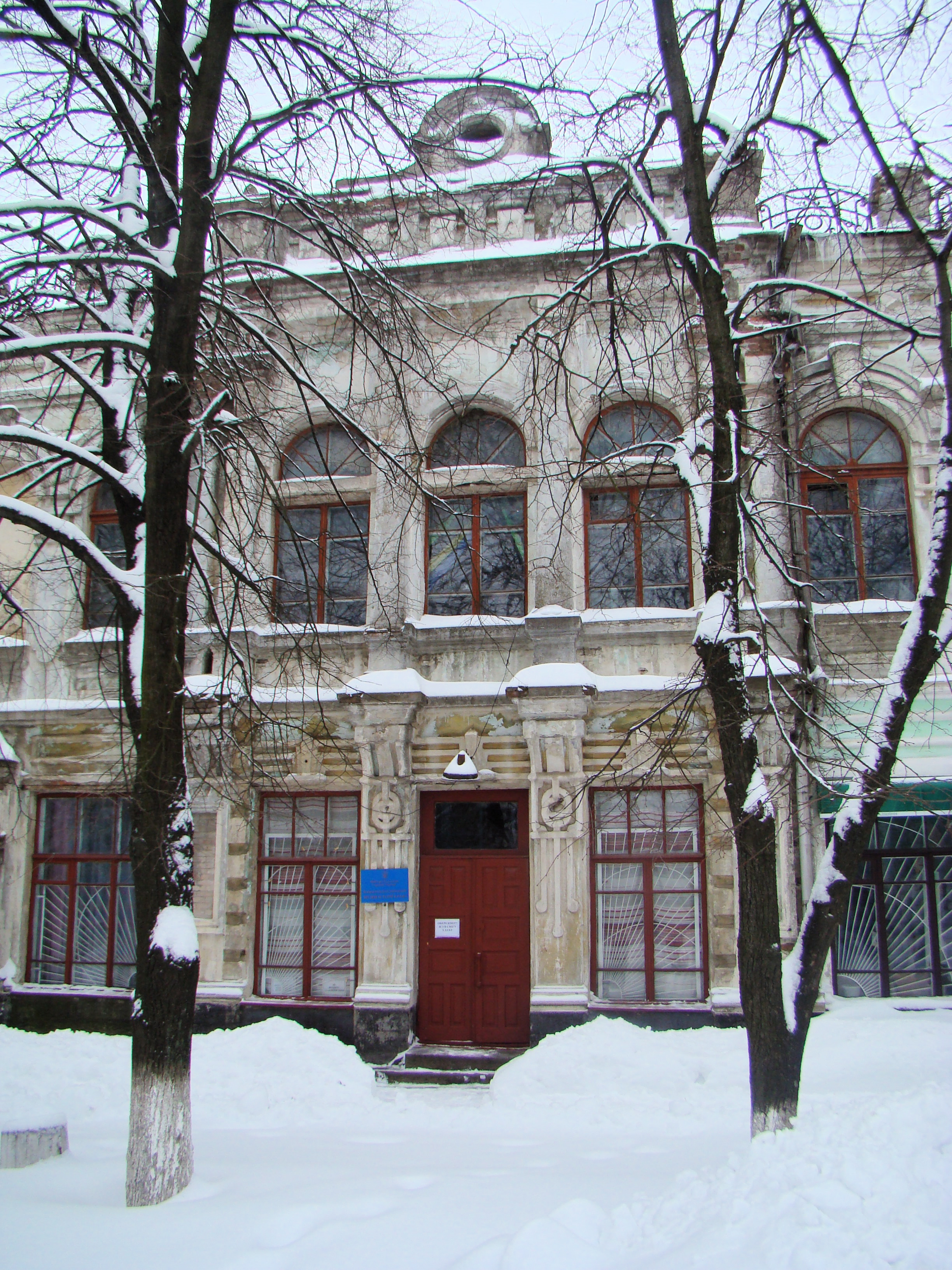
Museo de la ciudad
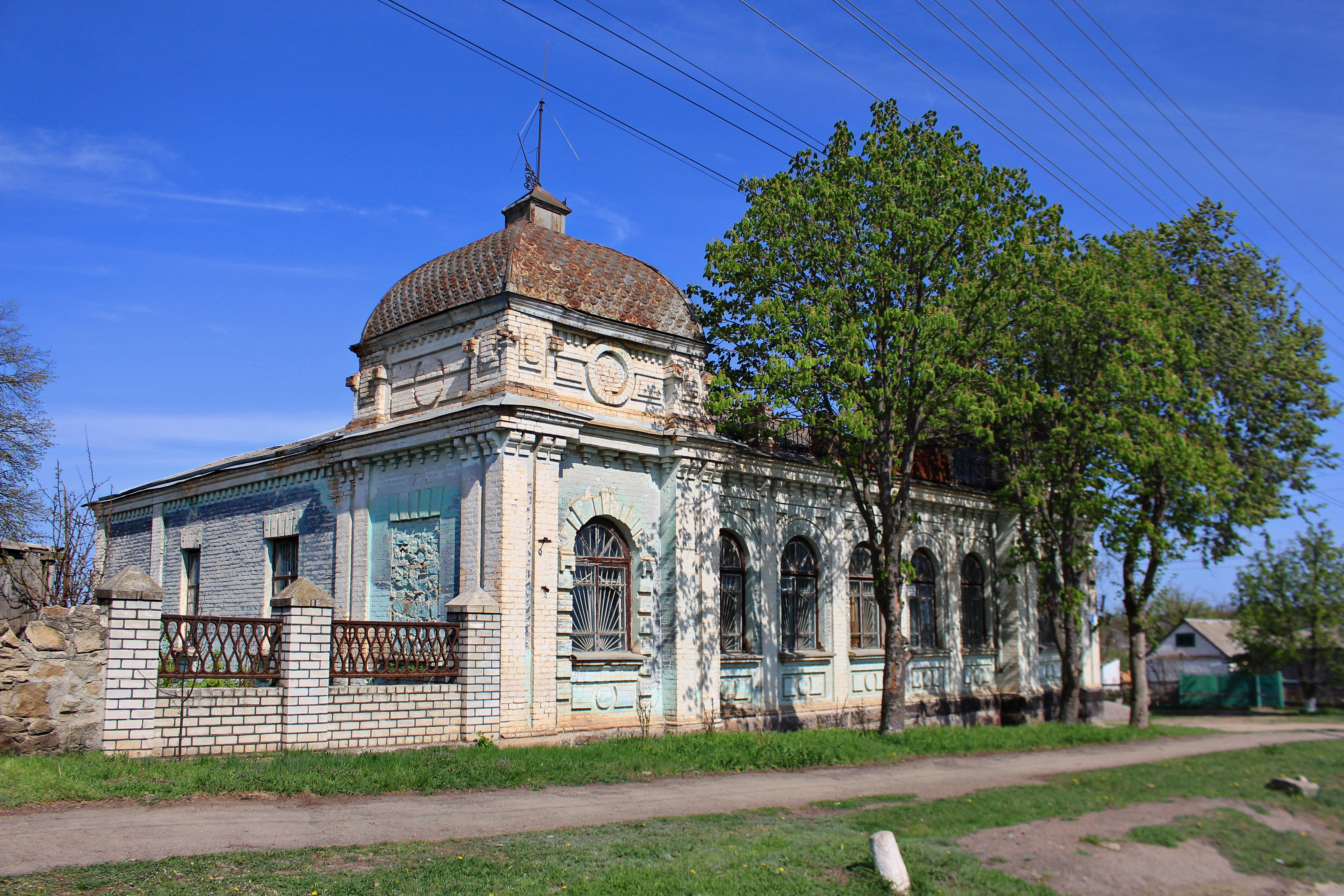
Sinagoga